# Плоди яблукоподібні

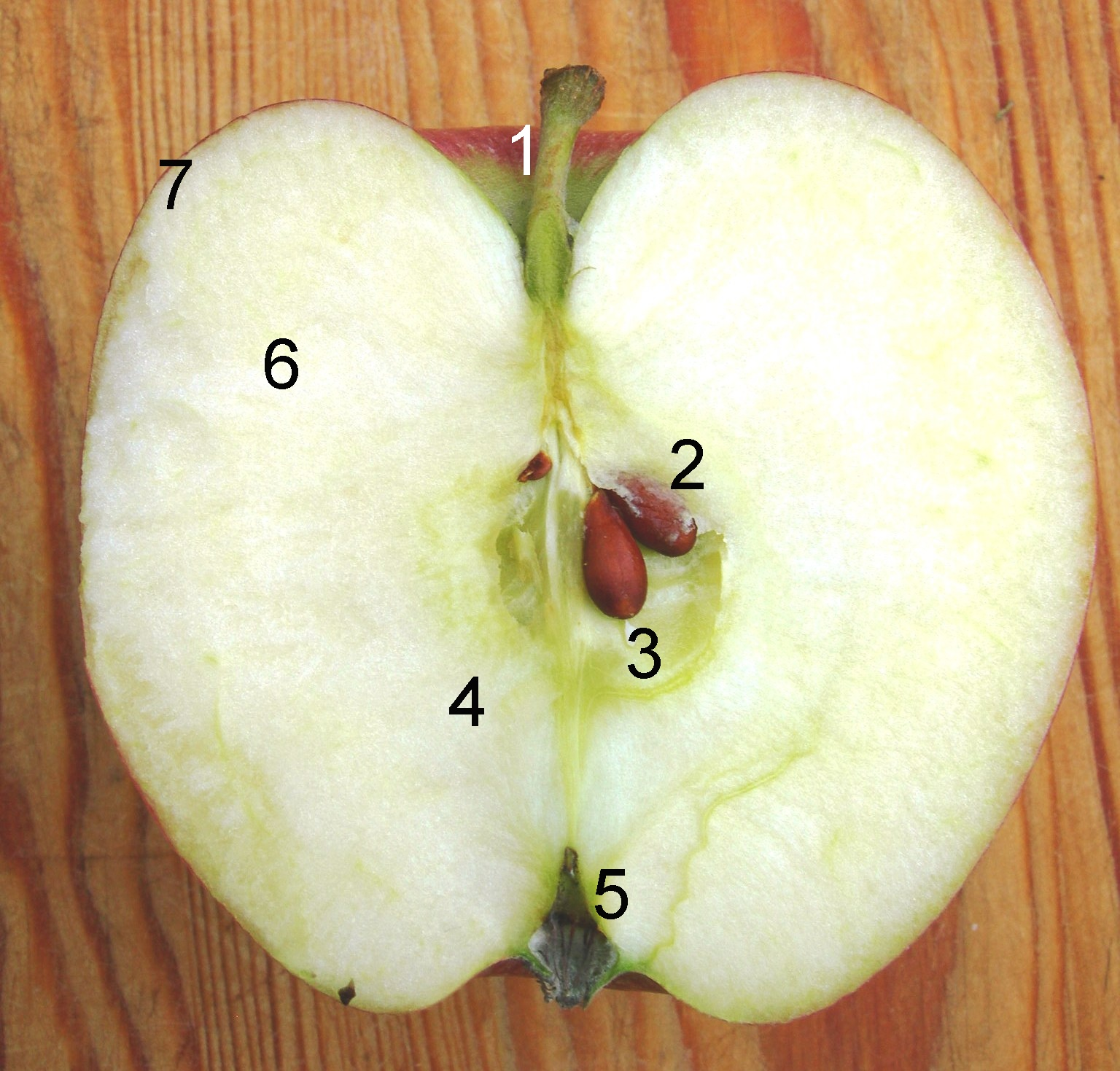
Поперечний розріз яблука: 1 плодоніжка, 2 - насіння, 3 - луски насіннєвого гнізда, 4 - насіннєва камера, 5 - чашечка і розетка, 6 - м'якоть, 7 - шкірка.

Яблукоподібні плоди (зерняткові) - мають багатокамерний шкірястий ендокарпій з невеликою кількістю насіння і сильно розвиненим мезокарпієм - подвійного походження (внутрішня частина походить від зав'язі, а зовнішня - від дна квітки). З ботанічної точки зору плоди яблуні є псевдоплодами.
Найвідомішим прикладом зерняткових плодів є плоди яблуні та груші, але в Україні також зустрічається багато видів, які мають цей тип плодів, зокрема: кизильник, глід, мушмула, мушмула японська, горобина, глодівець, айва звичайна, хеномелес, ірга, аронія.